# 대한민국 상법 제69조
대한민국 상법 제69조는 매수인의 목적물의 검사와 하자통지의무에 대한 상법총칙의 조문이다.

## 조문
제69조 (매수인의 목적물의 검사와 하자통지의무) (1) 상인간의 매매에 있어서 매수인이 목적물을 수령한 때에는 지체없이 이를 검사하여야 하며 하자 또는 수량의 부족을 발견한 경우에는 즉시 매도인에게 그 통지를 발송하지 아니하면 이로 인한 계약해제, 대금감액 또는 손해배상을 청구하지 못한다. 매매의 목적물에 즉시 발견할 수 없는 하자가 있는 경우에 매수인이 6월내에 이를 발견한 때에도 같다.

(2) 전항의 규정은 매도인이 악의인 경우에는 적용하지 아니한다.

第69條 (買受人의 目的物의 檢査와 瑕疵通知義務) ① 商人間의 賣買에 있어서 買受人이 目的物을 受領한 때에는 遲滯없이 이를 檢査하여야 하며 瑕疵 또는 數量의 不足을 發見한 境遇에는 卽時 賣渡人에게 그 通知를 發送하지 아니하면 이로 因한 契約解除, 代金減額 또는 損害賠償을 請求하지 못한다. 賣買의 目的物에 卽時 發見할 수 없는 瑕疵가 있는 境遇에 買受人이 6月內에 이를 發見한 때에도 같다.
②前項의 規定은 賣渡人이 惡意인 境遇에는 適用하지 아니한다.

## 판례
- 상법 제69조 제1항의 매수인의 목적물의 검사와 하자통지의무에 관한 규정의 취지는 상인간의 매매에 있어 그 계약의 효력을 민법 규정과 같이 오랫동안 불안정한 상태로 방치하는 것은 매도인에 대하여는 인도 당시의 목적물에 대한 하자의 조사를 어렵게 하고 전매의 기회를 잃게 될 뿐만 아니라, 매수인에 대하여는 그 기간중 유리한 시기를 선택하여 매도인의 위험으로 투기를 할 수 있는 기회를 주게 되는 폐단 등이 있어 이를 막기 위하여 하자를 용이하게 발견할 수 있는 전문적 지식을 가진 매수인에게 신속한 검사와 통지의 의무를 부과함으로써 상거래를 신속하게 결말짓도록 한 것이다.[1]

- 상인간의 매매에 있어서 매수인이 목적물을 수령한 때에는 지체없이 이를 검사하여야 하며 하자 또는 수량의 부족을 발견한 경우에는 즉시, 즉시 발견할 수 없는 하자가 있는 경우에는 6월 내에 매수인이 매도인에게 그 통지를 발송하지 아니하면 이로 인한 계약해제, 대금감액 또는 손해배상을 청구하지 못하도록 규정하고 있는 상법 제69조 제1항은 민법상의 매도인의 담보책임에 대한 특칙으로 전문적 지식을 가진 매수인에게 신속한 검사와 통지의 의무를 부과함으로써 상거래를 신속하게 결말짓도록 하기 위한 규정으로서 그 성질상 임의규정으로 보아야 할 것이고 따라서 당사자간의 약정에 의하여 이와 달리 정할 수 있다고 할 것이다.[2]

- 상법 제69조는 상거래의 신속한 처리와 매도인의 보호를 위한 규정인 점에 비추어 볼 때, 상인간의 매매에 있어서 매수인은 목적물을 수령한 때부터 지체 없이 이를 검사하여 하자 또는 수량의 부족을 발견한 경우에는 즉시 매도인에게 그 통지를 발송하여야만 그 하자로 인한 계약해제, 대금감액 또는 손해배상을 청구할 수 있고, 설령 매매의 목적물에 상인에게 통상 요구되는 객관적인 주의의무를 다하여도 즉시 발견할 수 없는 하자가 있는 경우에도 매수인은 6월 내에 그 하자를 발견하여 지체 없이 이를 통지하지 아니하면 매수인은 과실의 유무를 불문하고 매도인에게 하자담보책임을 물을 수 없다고 해석함이 상당하다[3]

## 참고문헌
- 김명준. "상사매매에 있어서 제69조의 적용범위에 관한 연구." 법학연구 43.- (2011): 217-242.
- 김화. "CESL에서 물품의 검사 및 계약부적합의 통지의무 - 우리상법 제69조에 따른 매수인의 목적물의 검사 및 하자 통지의무에 대한 비판적 고찰을 겸하여." 민사법학 74.- (2016): 113-153.
- 안강현. "상법 제69조와 불완전이행책임 - 대법원2015. 6. 24. 선고2013다522판결을중심으로-." 상사판례연구 33.4 (2020): 151-188.
- 최기원. (1991, 9). Case대비 演習講座商法-商法 제69조의 適用範圍. 고시연구, 18(9), 205-210.

## 같이 보기
- 상인